# Palak Tanah
Palak Tanah is een bestuurslaag in het regentschap Muara Enim van de provincie Zuid-Sumatra, Indonesië. Palak Tanah telt 1079 inwoners (volkstelling 2010).